# 武成 (北周)
武成（ぶせい）は、南北朝時代の北周において、明帝の治世に使用された元号。559年8月 - 560年12月。

## 西暦・干支との対照表
| 武成 | 元年  | 2年   |
| 西暦 | 559年 | 560年 |
| 干支 | 己卯  | 庚辰  |